# 奈瑟奥厄
奈瑟奥厄（德語：Neißeaue），是德国萨克森州的市镇，隶属于格尔利茨县。总面积为47.37平方千米，截至2023年12月31日总人口为1,676人。